# 西雅圖太平洋大學
西雅圖太平洋大學（Seattle Pacific University，SPU）是位於美國華盛頓州西雅圖的一所私立大學，建立於1891年。它本是循理會的一所神學院，1915年改稱西雅圖太平洋學院，1977年成為大學。2023年《美國新聞與世界報道》將其列在全美第219位。

## 校區

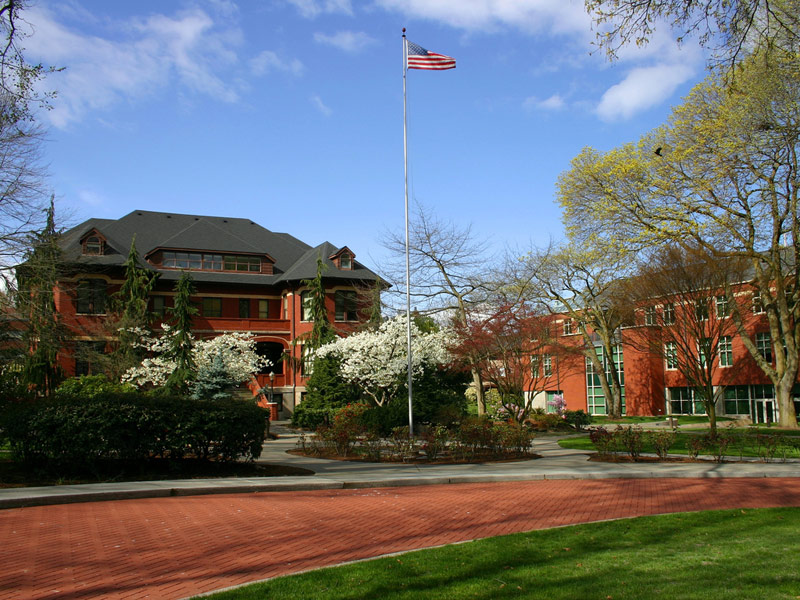
Tiffany Loop

該大學位於西雅圖安妮皇后山（Queen Anne Hill）北部，距離市中心大約4 mi（6.4 km），佔地43英畝（170,000平方）。此外，它在聖胡安群島的布萊克利島（Blakely Island）上有一個生物觀測站，在惠德比島上有一個會議中心。

## 外部連接
- Official website （页面存档备份，存于）